# Almé Z
Almé Z (* 1966; † 1991) war ein international erfolgreiches Springpferd und Deckhengst der Rasse Selle Français.  Der braune Hengst von  Ibrahim - Ultimate xx hatte ein Stockmaß von 166 cm.
Von 1971 bis 1974 und von 1986 bis 1991 war Almé Z in Frankreich stationiert, von 1975 bis 1985 deckte er in Zangersheide. Eine bekannte Enkelin von Almé Z war die erfolgreiche Springstute Ratina Z.

## Gekörte Söhne
- Galoubet A (1972–2005), von Gilles Bertrán de Balanda geritten
- I love you (* 1974), von Norman Dello Joio geritten
- Jalisco B (1975–1994), von Xavier Leredde, Manuel Malta da Costa geritten
- Ahorn Z
- Aloubé Z
- Almé Star
- Adieu Z
- Adriano Z
- Alméto Z, Fuchshengst, 163 cm, (1982–2006), Hannoveraner, gezogen von Leon Melchior in Zangersheide, v. Almé Z -  Gotthard[3][4][5]